# Bischofshut

Bischofshut

Wappen mit Hut (Bischof)

Der Bischofshut (chapeau d’évêque), eine große Kopfbedeckung der Bischöfe, ist in der Heraldik eine gemeine Wappenfigur und wird als flacher grüner Hut mit je sechs herabhängenden Quasten in drei Reihen (3:2:1) zu beiden Seiten dargestellt. Er kann im Wappenschild und schwebend über den Schild sein. Seine Form erinnert an den Kardinalshut, der flach und rot ist und je 15 Quasten hat. Mit zehn Quasten wird der Erzbischofshut dargestellt. Seine Farbe ist auch grün. Diese sogenannten geistlichen Hüte werden für den Rangunterschied durch Farbe und Quastenanzahl in der Kirchlichen Heraldik genommen.